# 施瓦茨-克里斯托费尔映射
在数学的複分析中，施瓦茨—克里斯托费尔（Schwarz-Christoffel）映射是複平面的变换，把上半平面共形地映射到一個多边形。施瓦茨—克里斯托费尔映射可用在位势论和其它应用，包括极小曲面和流体力学中。施—克映射有一个缺陷，它无法较好的处理不规则几何图形和有孔的情况，这个问题已被伦敦皇家学院应用数学教授Darren Crowdy解决。施—克映射的名字取自埃尔温·布鲁诺·克里斯托费尔和赫尔曼·阿曼杜斯·施瓦茨。

## 定义
考虑複平面上一個多边形。黎曼映射定理指出存在一个一一对应解析映射f从上半平面
{\displaystyle \{\zeta \in \mathbb {C} :\operatorname {Im} \,\zeta >0\}}
到多边形的內部。函数f把实数轴映射到多边形的邊。若多边形内角为{\displaystyle \alpha ,\beta ,\gamma ,...}，那么映射由下式给出：
{\displaystyle f(\zeta )=\int ^{\zeta }{\frac {K}{(w-a)^{1-(\alpha /\pi )}(w-b)^{1-(\beta /\pi )}(w-c)^{1-(\gamma /\pi )}\cdots }}\,{\mbox{d}}w}，
其中{\displaystyle K}是常数，{\displaystyle a<b<c<...}是{\displaystyle \zeta }平面的实轴上的点的值，对应{\displaystyle z}平面上的多边形的顶点。这形式的变换称为施瓦茨—克里斯托费尔映射。
为了简便，通常会考虑一种特殊情況，就是当{\displaystyle \zeta }平面的无穷远点映射到{\displaystyle z}平面的多边形其中一顶点（习惯是内角为{\displaystyle \alpha }的顶点）。如此，公式的第一个因式实际上是个常数，可以合併进{\displaystyle K}裡。

## 例子

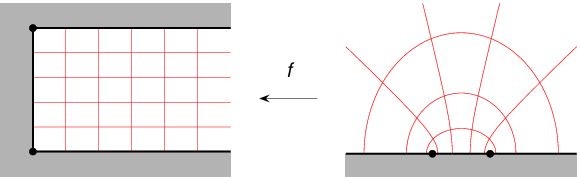
从上半平面到半无穷带的施瓦茨—克里斯托费尔映射

考虑{\displaystyle z}平面中的半无穷带。这可以视作顶点是{\displaystyle P=0}, {\displaystyle Q=\pi i}和{\displaystyle R}的三角形，当{\displaystyle R}趋向无穷大的极限情形。极限时有{\displaystyle \alpha =0}和{\displaystyle \beta =\gamma =\pi /2}。假设我们要找映射f，有f(−1) = Q，f(1) = P，和f(∞) = R，那么f是
{\displaystyle f(\zeta )=\int ^{\zeta }{\frac {K}{(w-1)^{1/2}(w+1)^{1/2}}}\,{\mbox{d}}w\,}。
计算积分得到
{\displaystyle z=f(\zeta )=C+K\operatorname {arccosh} \,\zeta ,}
其中{\displaystyle C}是个（複）积分常数。条件{\displaystyle f(-1)=Q}和{\displaystyle f(1)=P}给出{\displaystyle C=0}和{\displaystyle K=1}。因此施瓦茨—克里斯托费尔积分是{\displaystyle z=\operatorname {arccosh} \,\zeta }。下图描绘这个映射。

## 其它简单映射

### 三角形
到内角为{\displaystyle \pi a}，{\displaystyle \pi b}和{\displaystyle \pi (1-a-b)}的三角形的映射是
{\displaystyle z=f(\zeta )=\int ^{\zeta }{\frac {dw}{(w-1)^{1-a}(w+1)^{1-b}}}}。

### 正方形
从上半平面到正方形的映射是
{\displaystyle z=f(\zeta )=\int ^{\zeta }{\frac {{\mbox{d}}w}{\sqrt {w(w^{2}-1)}}}={\sqrt {2}}\,F\left({\sqrt {\zeta +1}};{\frac {\sqrt {2}}{2}}\right)}，
其中{\displaystyle F\,}是第一类不完全椭圆积分。

### 广义三角形
施瓦茨三角形映射把上半平面映射到其边是圆弧的三角形。

## 参看
- 在施瓦茨—克里斯托费尔理论中出现的施瓦茨导数。